# Haliplectus floridanus
Haliplectus floridanus är en rundmaskart som beskrevs av Cobb In Chitwood 1956. Haliplectus floridanus ingår i släktet Haliplectus och familjen Haliplectidae. Inga underarter finns listade i Catalogue of Life.